# Nimbia
La Nimbia (Nimbia occlusa) è un enigmatico organismo estinto, appartenente alla cosiddetta fauna di Ediacara. I suoi fossili sono stati ritrovati in terreni risalenti alla glaciazione marinoana (circa 610 milioni di anni fa) in Canada, e in terreni molto più antichi (circa 770 milioni di anni fa) in Kazakistan.

## Descrizione
I fossili di Nimbia si presentano come strutture circolari od ovali simili a dischi, con un bordo spesso lungo il margine. All'interno del bordo il fossile è solitamente piatto, ma può essere dotato di una sporgenza centrale. Gli esemplari più grandi possono avere un diametro di circa 6 centimetri, mentre lo spessore del bordo può raggiungere il centimetro. Alcuni fossili sono conservati in epirilievo negativo; l'apparente distorsione visibile in alcuni esemplari suggerisce che Nimbia fosse un organismo flessibile.

## Classificazione
Questi fossili sono generalmente attribuiti ad antichissimi cnidari, ma sono anche stati interpretati come strutture costituite da colonie di microbi. La morfologia di Nimbia suggerisce che questi siano fossili di un organismo, e non impronte o simili. In ogni caso, l'identificazione di questi e altri fossili a forma "medusoide" provenienti da terreni precedenti il Cambriano è problematica a causa dell'abbondanza di fossili enigmatici circolari (Cloud 1960; Cloud 1968; Hagadorn & Waggoner 2000).
I fossili di Nimbia si trovano in numerose località in un grande intervallo di tempo geologico; si trovano nella formazione Twitya nelle montagne Mackenzie in Canada (610 milioni di anni fa) e in rocce di 770 milioni di anni fa in Kazakistan. Altri fossili presenti in queste rocce sono Aspidella e Beltina. Fossili simili a Nimbia si rinvengono anche in strati del Cambriano.
Sembra improbabile che Nimbia rappresenti a tutti gli effetti un singolo taxon: se così fosse, l'intervallo stratigrafico di questo genere sarebbe straordinario: circa 100 milioni di anni.